# Cephalodella gisleni
Cephalodella gisleni is een raderdiertjessoort uit de familie Notommatidae. De wetenschappelijke naam van deze soort is voor het eerst geldig gepubliceerd in 1953 door Bērzinś.